# وليام تيل

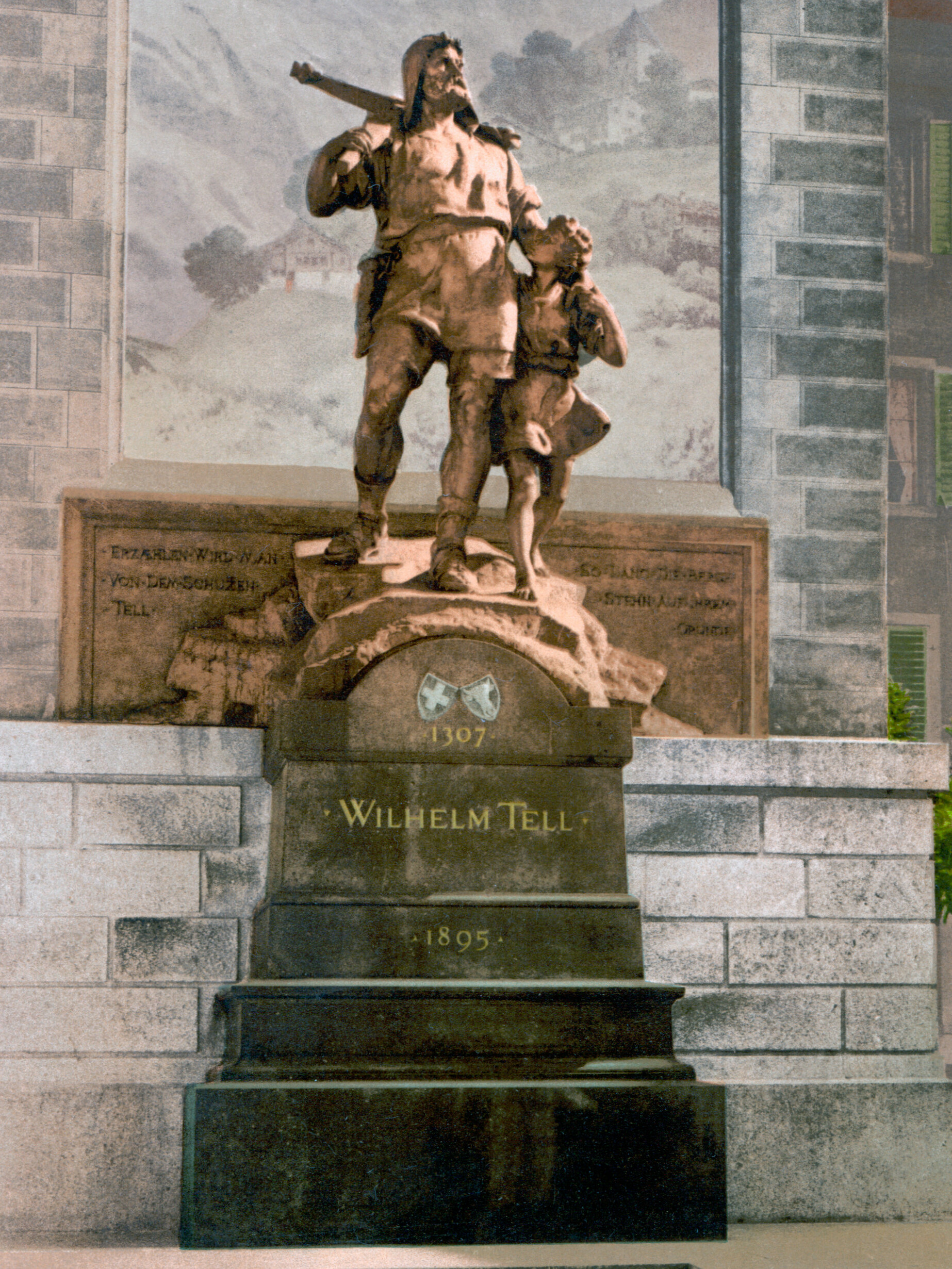
نصب لويليام تل

وليام تيل (باللغات السويسرية الأربعة: الألمانية: Wilhelm Tell، الفرنسية: Guillaume Tell، الإيطالية: Guglielmo Tell، الرومانشية: Guglielm Tell) هو بطل شعبي سويسري وهو جزء من حكايات استقلال سويسرا من الإمبراطورية النمساوية، وتروي الحكايات انه في عام 1307 وضع الحاكم النمساوي للمنطقة والمدعو غيسلر قبعته في منتصف سوق البلدة وأمر الناس بالانحناء لها كرمز لطاعة الإمبراطورية، لكن تيل الذي كان فلاحا مشهورا بالرماية رفض الانحناء فعاقبه غيسلر بأن يرمي ابنه بسهم ليصيب تفاحة فوق رأسه، فأخذ سهمين وأصاب التفاحة من الضربة الأولى وعندما سئل عن سبب حمله سهمين قال انه سيصيب غيسلر بالثاني لو أخطأ رمى ابنه بدل التفاحة.
أمر غيسلر بسجن تيل في القلعة في بحيرة لوزرن لكنه استطاع الهرب وسط عاصفة ونصب كمينا لغيسلر وقتله وأشعلت هذه الأحداث فتيل الصراع الذي انتهى باستقلال سويسرا.
أما عن شخصيته فيحوم الشك حول وجودها وكان قد ظهر لأول مرة في كتاب التواريخ السويسرية الذي ألفمه غيلغ تشودي عام 1736 وأعطى تاريخا لها في نوفمبر 1307 ورأس السنة عام 1308 كتاريخ لاستقلال سويسرا وخوارقه في استعمال القوس موجودة لدى أشخاص آخرين مثل محاربي الفايكينغ الذين تحدث عنهم كتاب مثل ساكسو غراماتيكوس وقاطع الطريق الإنكليزي وليام أوف كلاودزلي.